# Abangares (tổng)
Abangares là một tổng trong tỉnh Guanacaste, Costa Rica. Tổng này có diện tích 675,76 km², dân số năm 2008 là 18319 người..